# Christelle Tchoudjang-Nana
Christelle Tchoudjang-Nana, född 7 juli 1989, är en kamerunsk volleybollspelare.
Tchoudjang-Nanan spelar för Kameruns damlandslag i volleyboll samt för klubblaget ASPTT Mulhouse. Hon har tidigare spelat för VC Marcq-en-Barœul (2021–2022) och VBC Chamalières (2010–2021). Med landslaget har hon vunnit afrikanska mästerskapen tre gånger (2017, 2019 och 2021). Vid afrikanska mästerskapet 2021 utsågs hon till mest värdefulla spelare.